# Wirklich alles!
Wirklich alles! ist das erste Livealbum der österreichischen Pop-Rock-Sängerin Christina Stürmer. Es wurde am 17. Mai 2005 veröffentlicht und erreichte Platz 3 in den österreichischen Album-Charts.

## Hintergrund
Am 20. November 2004 gab Christina Stürmer im Rahmen ihrer Tour zum Album Soll das wirklich alles sein? ihr erstes Konzert in der Wiener Stadthalle. Binnen kürzester Zeit war dieses mit 11.000 Besuchern ausverkauft. Das Konzert wurde vom Produzenten-Team DoRo Produktion aufgezeichnet. Neben einer Audio-CD erschien auch die erste Live-DVD zu diesem Konzert. Auf der DVD waren außerdem noch Teile der Clubtour zu sehen, wo Christina Stürmer Eigenkompositionen ihrer Band präsentierte. Des Weiteren findet sich die Dokumentation Ungeschminkt, in der das private Leben der Christina Stürmer beleuchtet und die Stunden vor dem Konzert in der Wiener Stadthalle gezeigt wurden.

## Musik
Rockige Titel ihrer ersten beiden Alben und Balladen wechseln sich ab, die unplugged vorgetragenen Lieder Mama Ana Ahabak und Kind des Universums ergänzen das ambivalente Stimmungsbild. Der Konzert-Mitschnitt aus der Wiener Stadthalle dokumentiert den Umfang des Repertoires Christina Stürmers. Stimmlich und musikalisch liegt die Live-Interpretation im selben Qualitätsbereich, wie die im Studio aufgenommenen Titel aus den vorherigen Veröffentlichungen.

## Titelliste
| #   | Wirklich alles! – CD 1        |      |
| --- | ----------------------------- | ---- |
| 1.  | Intro – Wirklich alles        | 2:30 |
| 2.  | Geh nicht wenn du kommst      | 4:44 |
| 3.  | Wir halten jetzt die Welt an  | 3:45 |
| 4.  | E.T.                          | 4:37 |
| 5.  | Soll das wirklich alles sein? | 3:50 |
| 6.  | Hier bin ich                  | 3:14 |
| 7.  | Disco                         | 5:08 |
| 8.  | Glücklich                     | 3:05 |
| 9.  | Weißt du wohin wir gehen      | 4:16 |
| 10. | Rebellen der Sonne            | 3:27 |
| 11. | Bus durch London              | 5:34 |
| 12. | Schwarz weiß                  | 4:19 |
| 13. | So wie ich bin                | 3:06 |
| 14. | Anzug                         | 3:56 |
| 15. | Mehr Waffen                   | 6:25 |

| #   | Wirklich alles! – CD 2          |      |
| --- | ------------------------------- | ---- |
| 1.  | Mama (Ana Ahabak) (Unplugged)   | 4:48 |
| 2.  | Kind des Universums (Unplugged) | 4:27 |
| 3.  | Engel fliegen einsam            | 3:32 |
| 4.  | Wo ist deine Liebe?             | 4:10 |
| 5.  | Spieglein                       | 3:23 |
| 6.  | Geh raus aus meinem Kopf        | 3:40 |
| 7.  | Märchen                         | 4:12 |
| 8.  | Liebt sie dich so wie ich?      | 3:33 |
| 9.  | Ich lebe                        | 7:00 |
| 10. | Keine Schule (Zugabe)           | 3:16 |
| 11. | Immer an euch geglaubt (Zugabe) | 4:15 |
| 12. | Vorbei (Zugabe)                 | 4:26 |
| 13. | Glücklich (Studioversion)       | 2:56 |

## Kritiken
- Kurier: „Wer sich von Popmusik so etwas wie Unberechenbarkeit erwartet; als Unterhaltung getarnte Aufmüpfigkeit; in Drei-Minuten-Blöcke geschnittenen Sturm und Drang; der war am Samstag in der vollen Wiener Stadthalle ohnehin hoffnungslos am falschen Platz. Wer jedoch am fröhlich-bunten Entertainment seine Freude hat; am punktgenau gezielten Tralala-Pop, der niemandem wehtut und das auch gar nicht will; an harmloser Jugendlichkeit; der wurde ausgezeichnet bedient.“[3]

- Der Durchblick: „Mitschnitt des – inzwischen bereits legendären – Konzerts von Christina Stürmer & Band, bei dem sie erstmals als Newcomerin in einer ausverkauften Wr. Stadthalle vor 11.000 Fans aufspielte und einen Triumph feierte. Der 20. November – mit Sicherheit ein Tag, den Christina Stürmer nie vergessen wird.“[4]

- Jonny Jelinek, Music-Channel: „Tja, unsere Christina Stürmer ist auf jeden Fall ein Phänomen. Innerhalb von nur zwei Jahren nach ihrem Erfolg bei Starmania, hat sie es geschafft mit 250.000 verkauften Tonträgern Österreichs erfolgreichster Popstar zu werden und den ‚Austropop‘ auf eine neue Stufe zu bringen. Der Höhepunkt dieser Karriere ist unumstritten ihr Konzert in der ausverkauften Wiener Stadthalle vor 11.000 begeisterten Fans. Auch das österreichische Produzentenduo Rudi Dolezal und Hannes Rossacher waren und sind begeistert von dem charmanten Rock-Chick und verwandelten sie kurzerhand in ein neues DoRo-Projekt.“[5]